# Список картин Василия Сурикова
Список картин Василия Ивановича Сурикова (1848—1916) состоит более чем из 273 произведений изобразительного искусства, имеющих важное значение в мировой культуре. Василий Суриков стал известным художником ещё при жизни, увековечивая на полотнах значимые моменты исторической жизни России. Основными направлениями его творчества были портреты и важные для русского народа исторические события, такие как Покорение Сибири Ермаком, маскарад 1722 года, переход Суворова через Альпы, стрелецкая казнь и другие. Осенью 1883 года Суриков отправляется в путешествие за границу (Берлин, Париж, Милан, Флоренция, Рим и другие страны), в ходе которого было написано несколько картин, отражающих архитектурные достопримечательности и пейзажи.
В трудные моменты жизни через страдания и депрессии Василий Иванович Суриков часто обращался к темам Библии, молитв, смерти и мистики. К религиозной теме в его искусстве относятся «Исцеление слепорожденного Иисусом Христом», отражающее одно из чудес Иисуса Христа — Исцеление слепорождённого, описанное в Евангелии от Иоанна. «Искушение Христа» каждый художник видел по-своему, также и Суриков отразил в своем стиле данное событие из Нового Завета. Отличительную особенность приобрела картина «Борьба добрых духов со злыми» 1875 года, созданная по мотивам поэмы Дж. Мильтона «Потерянный Рай».
Одним из распространенных материалов написания картин служило масло, хотя Суриков не пренебрегал, а с большим любопытством брался за пастель, акварель или карандаш. Он упорно и трудоемко, иногда подолгу писал одну картину, создавая к ней многочисленные эскизы.

## Список картин
Список художественных работ составлен с учётом этюдов и эскизов, находящихся в музеях и частных коллекциях. Картины пронумерованы в порядке написания их художником.
| Иллюстрация | Название                                                                                                | Год создания  | Техника                                                       | Размеры (см) | Галерея | Комментарии и ссылки                                                                                               |
| ----------- | --- | ------------- | ------------------------------------------------------------- | ------------ | --- | --- |
|             | Заимка в Хакасии                                                                                        | 1862          | бумага, акварель                                              | 21,3×30      | Музей-усадьба В. И. Сурикова, Красноярск                                                                           | [ 2 ] |
|             | Вид памятника Петру I на Сенатской площади в Петербурге                                                 | 1870          | холст, масло                                                  | 53 × 71      | Красноярский художественный музей им. В. И. Сурикова, Красноярск                                                   | |
|             | Вид памятника Петру I на Сенатской площади в Петербурге                                                 | 1870          | холст, масло                                                  | 52 × 71      | Государственный Русский музей, Санкт-Петербург                                                                     | |
|             | Под дождем в дилижансе на Чёрную речку                                                                  | 1871          | бумага, акварель, сепия, процарапка                           | 16 × 21      | Государственная Третьяковская галерея, Москва                                                                      | |
|             | Вечер в Петербурге                                                                                      | 1871          | бумага, акварель                                              | 13 × 22      | Государственная Третьяковская галерея, Москва                                                                      | |
|             | Искушение Христа                                                                                        | 1872          | бумага на картоне, белила, уголь                              | 68 × 50      | Государственный Русский музей, Санкт-Петербург                                                                     | |
|             | Нерукотворный образ                                                                                     | 1872          | холст, масло                                                  | 54 × 86      | Государственный Русский музей, Санкт-Петербург                                                                     | Академический эскиз                                                                                                |
|             | Петр I перетаскивает суда из Онежского залива в Онежское озеро в 1702 году                              | 1872          | бумага, уголь, соус                                           | 52 × 70      | Государственный Русский музей, Санкт-Петербург                                                                     | |
|             | Саломея приносит голову Иоанна Крестителя своей матери Иродиаде                                         | 1872          | холст, масло                                                  | 89 × 71      | Государственный Русский музей, Санкт-Петербург                                                                     | |
|             | Богач и Лазарь                                                                                          | 1873          | холст, масло                                                  | 62 × 95      | Государственный Русский музей, Санкт-Петербург                                                                     | Академический эскиз                                                                                                |
|             | Изгнание Христом торгующих из храма                                                                     | 1873          | холст, масло                                                  | 78 × 118     | Государственный Русский музей, Санкт-Петербург                                                                     | Эскиз |
|             | Два всадника                                                                                            | 1873          | бумага, акварель                                              | 21 × 31      | Музей-усадьба В. И. Сурикова, Красноярск                                                                           | |
|             | Изба | 1873          | бумага, акварель                                              | 24 × 34      | Государственная Третьяковская галерея, Москва                                                                      | |
|             | Минусинская степь                                                                                       | 1873          | бумага, акварель                                              | 13 × 31      | Государственная Третьяковская галерея, Москва                                                                      | |
|             | Татарская Тесь                                                                                          | 1873          | бумага, акварель                                              | 23×32,4      | Музей-усадьба В. И. Сурикова, Красноярск                                                                           | |
|             | | 1873          | бумага, акварель, карандаш                                    | 22,5×29,5    | Частная коллекция                                                                                                  | Этюд для картины «Меньшиков в Березове»                                                                            |
|             | Сибирский пейзаж. Торгошино                                                                             | 1873          | бумага, акварель, графитный карандаш                          | 23 × 32      | Государственная Третьяковская галерея, Москва                                                                      | |
|             | Пир Валтасара                                                                                           | 1874          | холст, масло                                                  | 81 × 140     | Государственный Русский музей, Санкт-Петербург                                                                     | Эскиз |
|             | Апостол Павел объясняет догматы веры в присутствии царя Агриппы, сестры его Береники и проконсула Феста | 1875          | холст, масло                                                  | 142 × 218    | Государственная Третьяковская галерея, Москва                                                                      | |
|             | Борьба добрых духов со злыми                                                                            | 1875          | бумага, уголь, итальянский карандаш, растушка, сангина        | 106,3 × 70,2 | Государственный Русский музей, Санкт-Петербург                                                                     | |
|             | Убийство Юлия Цезаря                                                                                    | 1875          | бумага на картоне, акварель, гуашь, уголь                     | 50 × 72      | Государственный Русский музей, Санкт-Петербург                                                                     | |
|             | Третий Вселенский Эфесский Собор                                                                        | 1876          | холст на картоне, масло                                       | 33 × 32      | Государственный Русский музей, Санкт-Петербург                                                                     | Эскиз росписи в верхней части южной стены на хорах храма Христа Спасителя в Москве                                 |
|             | Первый Вселенский Никейский Собор                                                                       | 1876          | холст на картоне, масло                                       | 33 × 32      | Государственный Русский музей, Санкт-Петербург                                                                     | Эскиз росписи в верхней части стены на хорах храма Христа Спасителя в Москве                                       |
|             | Вид на Кремль зимой                                                                                     | 1876          | бумага, акварель, графитный карандаш                          | 15×24        | Государственная Третьяковская галерея, Москва                                                                      | |
|             | Колокольня Ивана Великого и купола Успенского собора                                                    | 1876          | бумага, акварель, графитный карандаш                          | 15 × 24      | Государственная Третьяковская галерея, Москва                                                                      | |
|             | Второй Вселенский Константинопольский Собор                                                             | 1876          | холст на картоне, масло                                       | 30 × 32      | Государственный Русский музей, Санкт-Петербург                                                                     | Эскиз росписи в нижней части северной стены на хорах храма Христа Спасителя в Москве                               |
|             | Самовар                                                                                                 | 1876          | бумага, акварель                                              | 15 × 22      | Государственная Третьяковская галерея, Москва                                                                      | |
|             | Четвертый Вселенский Халкидонский Собор                                                                 | 1876          | холст, масло                                                  | 30 × 32      | Государственный Русский музей, Санкт-Петербург                                                                     | Эскиз росписи в нижней части южной стены на хорах храма Христа Спасителя в Москве                                  |
|             | Автопортрет                                                                                             | 1879          | холст, масло                                                  | 21 × 17      | Государственная Третьяковская галерея, Москва                                                                      | |
|             | Портрет Е. К. Дерягиной                                                                                 | 1879          | холст, масло                                                  | 39 × 29      | Государственная Третьяковская галерея, Москва                                                                      | |
|             | Стрелец в шапке                                                                                         | 1879          | холст, масло                                                  | 34 × 27      | Государственная Третьяковская галерея, Москва                                                                      | Этюд к картине «Утро стрелецкой казни»                                                                             |
|             | Чернобородый стрелец                                                                                    | 1879          | холст, масло                                                  | 31 × 23      | Государственная Третьяковская галерея, Москва                                                                      | Этюд для картины «Боярыня Морозова»                                                                                |
|             | Молодая женщина в молитве                                                                               | 1879          | холст, масло                                                  | 40,7×33,5    | Частная коллекция                                                                                                  | |
|             | Портрет девочки                                                                                         | 1879          |                                                               |              | Государственная Третьяковская галерея, Москва                                                                      | |
|             | Портрет О. В. Суриковой                                                                                 | 1880 (?)      | бумага, сепия, графитный карандаш                             | 22 × 14      | Частная коллекция                                                                                                  | |
|             | Стрелец                                                                                                 | 1880          | бумага на холсте, масло                                       | 53 × 42,5    | Тверская областная картинная галерея, Тверь                                                                        | Этюд к картине «Утро стрелецкой казни»                                                                             |
|             | Крыши зимой                                                                                             | 1880          | холст, масло                                                  |              | Курская областная картинная галерея имени А. А. Дейнеки, Курск                                                     | Этюд |
|             | Старик в шубе                                                                                           | 1880          | холст, масло                                                  | 44 × 37      | Одесский художественный музей, Украина                                                                             | |
|             | Боярыня Морозова                                                                                        | 1881          | холст, масло                                                  | 46 × 72      | Государственная Третьяковская галерея, Москва                                                                      | Первый эскиз композиции                                                                                            |
|             | Утро стрелецкой казни                                                                                   | 1881          | холст, масло                                                  | 218 × 379    | Государственная Третьяковская галерея, Москва                                                                      | |
|             | Утро стрелецкой казни                                                                                   | 1881          | холст, масло                                                  |              | Государственная Третьяковская галерея, Москва                                                                      | Фрагмент |
|             | Утро стрелецкой казни                                                                                   | 1881          | холст, масло                                                  |              | Государственная Третьяковская галерея, Москва                                                                      | Фрагмент |
|             | Портрет А. С. Матвеева в детстве                                                                        | 1881          | бумага, сепия                                                 | 32 × 23      | Государственная Третьяковская галерея, Москва                                                                      | |
|             | Портрет Н. С. Матвеева                                                                                  | 1881          | бумага, акварель, графитный карандаш                          | 34 × 23      | Государственная Третьяковская галерея, Москва                                                                      | |
|             | Портрет Ильи Репина                                                                                     | 1882          | бумага, бумага на картоне, акварель, карандаш                 | 34,3 × 24    | Частная коллекция                                                                                                  | |
|             | Старик-огородник                                                                                        | 1882          | холст, масло                                                  | 14 × 97      | Государственный Русский музей, Санкт-Петербург                                                                     | |
|             | Старшая дочь Меншикова                                                                                  | 1882          | бумага, акварель                                              |              | Государственная Третьяковская галерея, Москва                                                                      | Этюд для картины «Меншиков в Березове»                                                                             |
|             | Натурщица в старинном русском костюме                                                                   | 1882          | бумага, акварель, графитный карандаш                          | 34 × 24      | Государственная Третьяковская галерея, Москва                                                                      | |
|             | Голова Меншикова в профиль. Нижняя часть лица                                                           | 1882          | бумага, акварель, графитный карандаш                          | 24 × 34      | Государственная Третьяковская галерея, Москва                                                                      | Этюд для картины «Меншиков в Березове»                                                                             |
|             | | 1882          | холст, масло                                                  | 31,8×24,9    | Частная коллекция                                                                                                  | Этюд для картины «Меншиков в Березове»                                                                             |
|             | Иллюминация Москвы                                                                                      | 1882 (?)      | холст, масло                                                  | 26 × 58      | Государственная Третьяковская галерея, Москва                                                                      | |
|             | Русская крестьянка                                                                                      | 1882          | холст, масло                                                  | 21 × 17      | | [ 22 ] |
|             | Зубовский бульвар зимой                                                                                 | 1882          | бумага, акварель                                              | 11 × 116     | Государственная Третьяковская галерея, Москва                                                                      | |
|             | Лампада                                                                                                 | 1882          | бумага, акварель                                              | 24 × 16      | Государственный Русский музей, Санкт-Петербург                                                                     | Этюд для картины «Меншиков в Березове»                                                                             |
|             | Портреты Меншиковых                                                                                     | 1882          | бумага, акварель, графитный карандаш                          | 24 × 34      | Государственная Третьяковская галерея, Москва                                                                      | Этюд для картины «Меншиков в Березове»                                                                             |
|             | С гитарой. Портрет княгини С. А. Кропоткиной                                                            | 1882          | бумага, акварель                                              | 34 × 24      | Государственная Третьяковская галерея, Москва                                                                      | |
|             | Конопатчик                                                                                              | 1882          | бумага, акварель                                              | 34 × 24      | Национальный музей «Киевская картинная галерея», Киев                                                              | |
|             | Меншиков в Березове                                                                                     | 1883          | холст, масло                                                  | 169 × 204    | Государственная Третьяковская галерея, Москва                                                                      | |
|             | Меншиков в Березове                                                                                     | 1883          | бумага, карандаш                                              | 11 × 16      | Государственная Третьяковская галерея, Москва                                                                      | Эскиз композиции                                                                                                   |
|             | Меншиков в Березове                                                                                     | 1883          | холст, масло                                                  |              | Государственная Третьяковская галерея, Москва                                                                      | Фрагмент |
|             | Автопортрет                                                                                             | 1883-1884     | бумага, акварель                                              | 11 × 16      | Государственная Третьяковская галерея, Москва                                                                      | |
|             | Боярыня Морозова                                                                                        | 1881-1884     | бумага, графитный карандаш                                    |              | Частная коллекция                                                                                                  | Эскиз первоначальной композиции. Рисунок из «Дорожного альбома»                                                    |
|             | Боярыня Морозова                                                                                        | 1881-1884     | бумага, акварель, итальянский карандаш                        | 23 × 32      | Государственная Третьяковская галерея, Москва                                                                      | Эскиз композиции                                                                                                   |
|             | Боярыня Морозова                                                                                        | 1881-1884     | бумага, акварель, графитный карандаш                          | 10 × 18      | Государственный Русский музей, Санкт-Петербург                                                                     | Эскиз |
|             | Боярыня Морозова                                                                                        | 1881-1884     | бумага, акварель, графитный карандаш                          | 22 × 45      | Государственный Русский музей, Санкт-Петербург                                                                     | Эскиз |
|             | Деревенская божница                                                                                     | 1884 (?)      | бумага, акварель                                              | 23 × 33      | Государственная Третьяковская галерея, Москва                                                                      | Этюд |
|             | Флоренция                                                                                               | 1884          | бумага, акварель                                              |              | Государственный историко-художественный и литературный музей-заповедник «Абрамцево», Москва и Московская область   | |
|             | Миланский собор                                                                                         | 1884          | бумага, акварель                                              | 21 × 27      | Государственная Третьяковская галерея, Москва                                                                      | |
|             | Венеция. Собор Св. Марка                                                                                | 1884          | бумага, акварель                                              | 17 × 25      | Частная коллекция                                                                                                  | |
|             | Дорога в Хотьково                                                                                       | 1884          | холст на картоне, масло                                       | 21 × 15      | Государственный историко-художественный и литературный музей-заповедник «Абрамцево», Москва и Московская область   | Этюд |
|             | Букет                                                                                                   | 1884          | бумага, акварель                                              | ?            | Государственная Третьяковская галерея, Москва                                                                      | |
|             | Портрет И. Е. Крачковского                                                                              | 1884          | холст, масло                                                  | 63 × 50      | Донецкий областной художественный музей, Донецк                                                                    | |
|             | Портрет И. С. Остроухова                                                                                | 1884          | бумага, акварель, графитный карандаш                          | 25 × 17      | Государственная Третьяковская галерея, Москва                                                                      | |
|             | Итальянка                                                                                               | 1884          | холст, масло                                                  | 40 × 30      | Государственная Третьяковская галерея, Москва                                                                      | |
|             | Колизей                                                                                                 | 1884          | бумага, акварель                                              | 21 × 23      | Государственная Третьяковская галерея, Москва                                                                      | |
|             | Неаполитанская девушка с цветами в волосах                                                              | 1884          | бумага, акварель                                              | 22 × 14      | Государственная Третьяковская галерея, Москва                                                                      | |
|             | Неаполь                                                                                                 | 1884          | бумага, акварель                                              |              | Пермская государственная художественная галерея, Пермь                                                             | |
|             | Неаполь. Везувий                                                                                        | 1884          | бумага, акварель                                              |              | Государственный мемориальный историко-художественный и природный музей-заповедник В. Д. Поленова, Тульская область | |
|             | Неаполь. Набережная                                                                                     | 1884          | бумага, акварель                                              | 17×25        | Государственная Третьяковская галерея, Москва                                                                      | |
|             | Помпея. Улица                                                                                           | 1884          | бумага, акварель                                              | 25 × 17      | Государственная Третьяковская галерея, Москва                                                                      | |
|             | Помпея. Дорические колонны                                                                              | 1884          |                                                               |              | | |
|             | Сцена из римского карнавала                                                                             | 1884          | холст, масло                                                  | 108 × 93     | Государственная Третьяковская галерея, Москва                                                                      | |
|             | Римский карнавал                                                                                        | 1884          | бумага, акварель, коллаж, графитный карандаш                  | 21 × 27      | Государственная Третьяковская галерея, Москва                                                                      | |
|             | Собор Святого Петра в Риме                                                                              | 1884          | бумага, акварель                                              | 17 × 25      | Государственная Третьяковская галерея, Москва                                                                      | |
|             | Боярыня Морозова                                                                                        | 1884-1885     | бумага, акварель, графитный карандаш                          | 21 × 42      | Государственная Третьяковская галерея, Москва                                                                      | Эскиз композиции                                                                                                   |
|             | Юродивый, сидящий на земле                                                                              | 1885 (?)      | бумага, графитный карандаш                                    | 24 × 33      | Государственная Третьяковская галерея, Москва                                                                      | Набросок для картины «Боярыня Морозова»                                                                            |
|             | Юродивый, сидящий на земле                                                                              | 1885          |                                                               |              | | |
|             | Боярыня Морозова                                                                                        | 1885          | бумага, акварель, графитный карандаш                          | 17 × 32      | Государственная Третьяковская галерея, Москва                                                                      | Эскиз композиции                                                                                                   |
|             | Женский портрет                                                                                         | 1885          | бумага, акварель                                              | 44 × 33      | Государственный Русский музей, Санкт-Петербург                                                                     | [ 36 ] |
|             | Задумавшийся подросток                                                                                  | 1885          | холст, масло                                                  | 34 × 25      | Государственная Третьяковская галерея, Москва                                                                      | Этюд для картины «Боярыня Морозова»                                                                                |
|             | Странник                                                                                                | 1885 (?)      | бумага, итальянский карандаш                                  | 41 × 33      | Государственная Третьяковская галерея, Москва                                                                      | Эскиз к картине «Боярыня Морозова»                                                                                 |
|             | Странник                                                                                                | 1885          | холст, масло                                                  | 45 × 33      | Государственная Третьяковская галерея, Москва                                                                      | Этюд для картины «Боярыня Морозова»                                                                                |
|             | Странник                                                                                                | 1886          | бумага, акварель, графитный карандаш                          | 33 × 24      | Государственная Третьяковская галерея, Москва                                                                      | Этюд |
|             | Боярышня в фиолетовой душегрее                                                                          | 1885-1886     | холст, масло                                                  | 62 × 35      | Государственная Третьяковская галерея, Москва                                                                      | Этюд для картины «Боярыня Морозова»                                                                                |
|             | Боярышня со скрещенными на груди руками                                                                 | 1885-1886     | холст, масло                                                  | 40 × 35      | Государственная Третьяковская галерея, Москва                                                                      | Этюд для картины «Боярыня Морозова»                                                                                |
|             | Голова боярыни Морозовой                                                                                | 1886          | холст, масло                                                  | 32 × 26      | Государственная Третьяковская галерея, Москва                                                                      | Этюд для картины «Боярыня Морозова»                                                                                |
|             | Голова боярыни Морозовой                                                                                | 1886          | холст, масло                                                  | 48 × 35      | Государственная Третьяковская галерея, Москва                                                                      | Этюд для картины «Боярыня Морозова»                                                                                |
|             | Голова женщины в чёрном платке                                                                          | 1886          | холст, масло                                                  | 46 × 36      | Государственный Русский музей, Санкт-Петербург                                                                     | Этюд для картины «Взятие снежного городка»                                                                         |
|             | Боярышня                                                                                                | 1886          | холст, масло                                                  | 49 × 36      | Рязанский государственный областной художественный музей им. И. П. Пожалостина, Рязань                             | Этюд для картины «Боярыня Морозова»                                                                                |
|             | Старуха в узорчатом платке                                                                              | 1886          | холст, масло                                                  | 43 × 36      | Государственная Третьяковская галерея, Москва                                                                      | Этюд для картины «Боярыня Морозова»                                                                                |
|             | Зима в Москве                                                                                           | 1884-1887     | холст, масло                                                  | 26 × 34,7    | Государственная Третьяковская галерея, Москва                                                                      | Этюд для картины «Боярыня Морозова»                                                                                |
|             | Зубовский бульвар зимою                                                                                 | 1885-1887     | холст, масло                                                  | 42 x 30      | Государственная Третьяковская галерея, Москва                                                                      | |
|             | Женские фигуры, странник, юродивый                                                                      | 1881-1887 (?) | бумага, карандаш                                              |              | Государственная Третьяковская галерея, Москва                                                                      | Эскиз к картине «Боярыня Морозова»                                                                                 |
|             | Нищий, стоящий на коленях                                                                               | 1887 (?)      | холст, масло                                                  | 50 × 41      | Государственный Русский музей, Санкт-Петербург                                                                     | Этюд для картины «Боярыня Морозова»                                                                                |
|             | Боярышня в синей шубке                                                                                  | 1887          | холст, масло                                                  | 84 × 55      | Государственная Третьяковская галерея, Москва                                                                      | Этюд для картины «Боярыня Морозова»                                                                                |
|             | Голова монахини                                                                                         | 1887          | холст, масло                                                  | 37 × 30      | Калужский музей изобразительных искусств, Калуга                                                                   | Этюд для картины «Боярыня Морозова»                                                                                |
|             | Боярыня Морозова                                                                                        | 1887          | холст, масло                                                  | 304 × 587,5  | Государственная Третьяковская галерея, Москва                                                                      | [ 53 ] |
|             | Вид Красноярска                                                                                         | 1887          | холст, масло                                                  | 44×54        | Тверская областная картинная галерея, Тверь                                                                        | |
|             | Портрет П. Ф. Суриковой                                                                                 | 1887          | холст, масло                                                  | 66 × 48      | Государственная Третьяковская галерея, Москва                                                                      | |
|             | Портрет Елизаветы Августовны Суриковой, жены художника                                                  | 1888          | холст, масло                                                  |              | Российский фонд культуры, Москва                                                                                   | |
|             | Портрет О. В. Суриковой (в замужестве Кончаловской), дочери художника, в детстве                        | 1888          | холст, масло                                                  | 135 × 80     | Государственная Третьяковская галерея, Москва                                                                      | |
|             | Портрет Е. А. Суриковой                                                                                 | 1888          | холст, масло                                                  | 32 × 27      | Музей-усадьба В. И. Сурикова, Красноярск                                                                           | |
|             | Исцеление слепорожденного Иисусом Христом                                                               | 1888          | холст, масло                                                  | 162 × 107    | Церковно-археологический кабинет Московской православной духовной академии, Сергиев Посад, Московская обл.         | |
|             | А. И. Суриков в шубе                                                                                    | 1889—1890     | холст, масло                                                  | 29,6 × 22,5  | Музей-усадьба В. И. Сурикова, Красноярск                                                                           | Этюд к картине «Взятие снежного городка»                                                                           |
|             | Портрет молодой женщины в шубе с муфтой                                                                 | 1890          | холст, масло                                                  | 31 × 27      | Государственная Третьяковская галерея, Москва                                                                      | Этюд для картины «Взятие снежного городка»                                                                         |
|             | | 1890          | холст, масло                                                  | 49,8 × 33,7  | Частная коллекция                                                                                                  | Этюд с казаком для картины «Покорение Сибири Ермаком»                                                              |
|             | Конный лучник                                                                                           | 1890          | холст, масло                                                  | 21 × 14      | | Этюд с казаком для картины «Покорение Сибири Ермаком»                                                              |
|             | Александр Николаевич Пестунов                                                                           | 1890          | бумага, акварель                                              | 19 × 14      | Государственная Третьяковская галерея, Москва                                                                      | Этюд для картины «Взятие снежного городка»                                                                         |
|             | Енисей. Устье Базаихи                                                                                   | 1890          | бумага, акварель                                              | 15,5×31,3    | Музей-усадьба В. И. Сурикова, Красноярск                                                                           | |
|             | Вид на Красноярск с сопки                                                                               | 1890          | холст, масло                                                  | 39,8×70,8    | Государственный Русский музей, Санкт-Петербург                                                                     | |
|             | Голова боярышни                                                                                         | 1890          | бумага, акварель,                                             |              | Тульский областной художественный музей, Тула                                                                      | Этюд для картины «Взятие снежного городка»                                                                         |
|             | Голова смеющейся девушки                                                                                | 1890          | холст, масло                                                  | 32 × 26      | Государственная Третьяковская галерея, Москва                                                                      | Этюд для картины «Взятие снежного городка»                                                                         |
|             | Портрет А. И. Сурикова                                                                                  | 1890          | холст, масло                                                  | 31 × 24      | Музей-усадьба В. И. Сурикова, Красноярск                                                                           | |
|             | Портрет К. М. Верхотуровой                                                                              | 1890          | бумага, акварель, графитный карандаш                          | 19,6 × 12    | Государственная Третьяковская галерея, Москва                                                                      | |
|             | Портрет юноши Леонида Чернышова                                                                         | 1890          | холст, масло                                                  | 16 × 12      | Красноярский краевой краеведческий музей, Красноярск                                                               | |
|             | Взятие снежного городка                                                                                 | 1891          | холст, масло                                                  |              | Государственный Русский музей, Санкт-Петербург                                                                     | Фрагмент |
|             | Сибирская красавица. Портрет Екатерины Александровны Рачковской                                         | 1891          | холст, масло                                                  | 50 × 39      | Государственная Третьяковская галерея, Москва                                                                      | |
|             | Портрет Т. К. Доможиловой                                                                               | 1891          | холст, масло                                                  | 78 × 60      | Государственная Третьяковская галерея, Москва                                                                      | |
|             | Голова казака                                                                                           | 1891          | бумага, сепия                                                 | 23 × 15      | Государственная Третьяковская галерея, Москва                                                                      | Этюд для головы Ермака для картины «Покорение Сибири Ермаком»                                                      |
|             | Взятие снежного городка                                                                                 | 1891          | холст, масло                                                  | 156 × 282    | Государственный Русский музей, Санкт-Петербург                                                                     | |
|             | Палач                                                                                                   | 1891          | бумага, уголь                                                 | 50 × 75      | Государственный Русский музей, Санкт-Петербург                                                                     | Иллюстрация к поэме М. Ю. Лермонтова «Песня про Ивана Васильевича, молодого опричника и удалого купца Калашникова» |
|             | Покорение Сибири Ермаком                                                                                | 1891          | бумага, акварель, графитный карандаш                          | 16 × 24      | Государственная Третьяковская галерея, Москва                                                                      | Эскиз композиции                                                                                                   |
|             | Покорение Сибири Ермаком                                                                                | 1891          | бумага, акварель, карандаш                                    | 22 × 46      | Государственный Русский музей, Санкт-Петербург                                                                     | Эскиз композиции                                                                                                   |
|             | Покорение Сибири Ермаком                                                                                | 1891          | бумага, акварель, гуашь, графитный карандаш                   | 22 × 44      | Государственный Русский музей, Санкт-Петербург                                                                     | Эскиз композиции                                                                                                   |
|             | Покорение Сибири Ермаком                                                                                | 1891          | бумага, акварель, графитный карандаш                          | 22 × 46      | Государственный Русский музей, Санкт-Петербург                                                                     | Эскиз композиции                                                                                                   |
|             | Девушка. Томск                                                                                          | 1891          | бумага, акварель                                              | 20 × 13      | Музей-усадьба В. И. Сурикова, Красноярск                                                                           | |
|             | Казаки в лодке                                                                                          | 1892 (?)      | холст, масло                                                  | 65 × 99      | Государственный Русский музей, Санкт-Петербург                                                                     | Этюд для картины «Покорение Сибири Ермаком»                                                                        |
|             | Покорение Сибири Ермаком                                                                                | 1892          | бумага, акварель, графитный карандаш                          | 28 × 49      | Государственная Третьяковская галерея, Москва                                                                      | Эскиз композиции                                                                                                   |
|             | Портрет Л. Т. Маториной. Казачка                                                                        | 1892          | холст, масло                                                  | 86 × 68      | Государственная Третьяковская галерея, Москва                                                                      | |
|             | Девушка в красной кофте                                                                                 | 1892          | бумага, акварель                                              | 19 × 12      | Государственная Третьяковская галерея, Москва                                                                      | |
|             | Иртыш                                                                                                   | 1892          | холст, масло                                                  | 33 × 25      | Государственный Русский музей, Санкт-Петербург                                                                     | Этюд для картины «Покорение Сибири Ермаком»                                                                        |
|             | Казак-гребец                                                                                            | 1892          | бумага, акварель                                              | 24 × 16      | Государственный Русский музей, Санкт-Петербург                                                                     | Этюд для картины «Покорение Сибири Ермаком»                                                                        |
|             | Портрет молодой женщины в кокошнике                                                                     | 1892          | холст, масло                                                  | 41 × 35      | Частная коллекция                                                                                                  | |
|             | Донской казак Никифор Андреевич Субботин                                                                | 1893          | холст, масло                                                  | 59 × 49      | Частная коллекция                                                                                                  | |
|             | Казак с ружьем                                                                                          | 1893          | бумага, акварель, графитный карандаш                          | 24 × 16      | Государственный Русский музей, Санкт-Петербург                                                                     | Этюд для картины «Покорение Сибири Ермаком»                                                                        |
|             | Казак                                                                                                   | 1893          | бумага, акварель                                              | 24 × 16      | Государственный Русский музей, Санкт-Петербург                                                                     | Этюд для картины «Покорение Сибири Ермаком»                                                                        |
|             | Казак Дмитрий Сокол                                                                                     | 1893          | холст, масло                                                  | 32 × 22      | Государственная Третьяковская галерея, Москва                                                                      | Этюд для картины «Покорение Сибири Ермаком»                                                                        |
|             | Голова хакаса                                                                                           | 1893          | бумага, акварель                                              | 24 × 16      | Частная коллекция                                                                                                  | Этюд для картины «Покорение Сибири Ермаком»                                                                        |
|             | Головы татар (старика и молодого)                                                                       | 1893          | холст, масло                                                  | 20 × 29      | Государственный Русский музей, Санкт-Петербург                                                                     | Этюд для картины «Покорение Сибири Ермаком»                                                                        |
|             | Стреляющий казак                                                                                        | 1893          | бумага, акварель, графитный карандаш                          | 16 × 24      | | Этюд для картины «Покорение Сибири Ермаком»                                                                        |
|             | Автопортрет на фоне картины Покорение Сибири Ермаком                                                    | 1894          | холст, масло                                                  | 51 × 40      | Частная коллекция                                                                                                  | |
|             | Ермак с казаками                                                                                        | 1894          | бумага, акварель, графитный карандаш                          |              | Государственный Русский музей, Санкт-Петербург                                                                     | Эскиз центральной группы для картины «Покорение Сибири Ермаком»                                                    |
|             | Киргиз                                                                                                  | 1894          | бумага на картоне, акварель, итальянский карандаш             | 18 × 26      | Государственный Русский музей, Санкт-Петербург                                                                     | Этюды головы для картины «Покорение Сибири Ермаком»                                                                |
|             | Река Обь                                                                                                | 1895          | бумага, акварель                                              | 18 × 27      | Государственная Третьяковская галерея, Москва                                                                      | |
|             | Покорение Сибири Ермаком                                                                                | 1895          | холст, масло                                                  | 285×599      | Государственный Русский музей, Санкт-Петербург                                                                     | |
|             | Покорение Сибири Ермаком                                                                                | 1895          | холст, масло                                                  | 59 × 103     | Государственная Третьяковская галерея, Москва                                                                      | Уменьшенный вариант-повторение одноимённой картины                                                                 |
|             | Портрет девочки в красном платье                                                                        | 1896          | бумага, акварель, графитный карандаш                          | 23 × 20      | Государственная Третьяковская галерея, Москва                                                                      | |
|             | Маленькая девочка на скамейке в парке                                                                   | 1897          | холст, масло                                                  | 33 × 22,5    | Частная коллекция                                                                                                  | Этюд с Ольгой Васильевной, дочерью художника                                                                       |
|             | Снежные горы                                                                                            | 1897          | холст на картоне, масло                                       | 31 × 25      | Государственная Третьяковская галерея, Москва                                                                      | Этюд для картины «Переход Суворова через Альпы»                                                                    |
|             | Голова крестящегося солдата                                                                             | 1897          | холст, масло                                                  | 41 × 30      | Государственный Русский музей, Санкт-Петербург                                                                     | Этюд для картины «Переход Суворова через Альпы»                                                                    |
|             | Портрет О. В. Суриковой                                                                                 | 1897          | холст, масло                                                  | 30,5 × 21    | Частная коллекция                                                                                                  | |
|             | Суворовский солдат                                                                                      | 1898          | холст, масло                                                  | 49 × 33      | Самарский областной художественный музей, Самара                                                                   | Этюд к картине «Переход Суворова через Альпы»                                                                      |
|             | Голова солдата в треуголке                                                                              | 1898          | бумага, карандаш                                              | 24 × 16      | Государственная Третьяковская галерея, Москва                                                                      | Эскиз для картины «Переход Суворова через Альпы»                                                                   |
|             | Голова солдата- барабанщика                                                                             | 1898          | холст, масло                                                  | 34 × 31      | Государственный Русский музей, Санкт-Петербург                                                                     | Этюд для картины «Переход Суворова через Альпы»                                                                    |
|             | Голова Суворова                                                                                         | 1898          | бумага, карандаш                                              | 28 × 22      | Частная коллекция                                                                                                  | Эскиз для картины «Переход Суворова через Альпы»                                                                   |
|             | Переход Суворова через Альпы                                                                            | 1898          | бумага, перо, акварель, тушь, графитный карандаш              | 24 × 18      | Государственный Русский музей, Санкт-Петербург                                                                     | Эскиз |
|             | Солдат с барабаном                                                                                      | 1898          | холст, масло                                                  | 48 × 34      | Государственный Русский музей, Санкт-Петербург                                                                     | Этюд для картины «Переход Суворова через Альпы»                                                                    |
|             | Солдат с ружьем                                                                                         | 1898          | холст, масло                                                  | 55 × 37      | Государственный Русский музей, Санкт-Петербург                                                                     | Этюд для картины «Переход Суворова через Альпы»                                                                    |
|             | Солдат с ружьем                                                                                         | 1898          | холст, масло                                                  |              | Государственная Третьяковская галерея, Москва                                                                      | Этюд для картины «Переход Суворова через Альпы»                                                                    |
|             | Солдат, спускающийся по склону снежной горы                                                             | 1898          | холст, масло                                                  | 64 × 48      | Государственный Русский музей, Санкт-Петербург                                                                     | Этюд для картины «Переход Суворова через Альпы»                                                                    |
|             | Солдат                                                                                                  | 1898          | холст, бумага, акварель, масло, пастель, итальянский карандаш | 25 × 16      | Государственный Русский музей, Санкт-Петербург                                                                     | Этюд для картины «Переход Суворова через Альпы»                                                                    |
|             | Старый солдат, спускающийся по склону снежной горы                                                      | 1898          | холст, масло                                                  | 69 × 49      | Государственный Русский музей, Санкт-Петербург                                                                     | Этюд для картины «Переход Суворова через Альпы»                                                                    |
|             | Переход Суворова через Альпы в 1799 году                                                                | 1899          | холст, масло                                                  | 495 × 373    | Государственный Русский музей, Санкт-Петербург                                                                     | |
|             | Переход Суворова через Альпы в 1799 году                                                                | 1899          | холст, масло                                                  | 31 × 23      | Государственный Русский музей, Санкт-Петербург                                                                     | Эскиз |
|             | Боржом                                                                                                  | 1899          | бумага, акварель                                              | 26 × 18      | Государственная Третьяковская галерея, Москва                                                                      | |
|             | Богословский диспут на одном из семи Вселенских соборов                                                 | 1899          | бумага, гуашь, графитный карандаш                             | 32 × 44      | Частная коллекция                                                                                                  | |
|             | Монах                                                                                                   | 1900 (?)      | холст, масло                                                  | 52 × 23      | Омский областной музей изобразительных искусств им. М. А Врубеля, Омск                                             | |
|             | Анфиса                                                                                                  | 1900 (?)      | холст, масло                                                  | 67 × 65      | Красноярский художественный музей им. В. И. Сурикова, Красноярск                                                   | |
|             | Большой маскарад в 1722 году на улицах Москвы с участием Петра I и князя-кесаря И. Ф. Ромодановского    | 1900          | картон, акварель, итальянский карандаш                        | 36 × 50      | Государственный Русский музей, Санкт-Петербург                                                                     | |
|             | Собор Святого Марка в Венеции                                                                           | 1900          | бумага, акварель, графитный карандаш                          | 22 × 30      | Государственная Третьяковская галерея, Москва                                                                      | |
|             | Колизей                                                                                                 | 1900          | бумага, акварель                                              | 22 × 30      | Частная коллекция                                                                                                  | |
|             | Императрица Анна Иоанновна в петергофском Тампле стреляет оленей                                        | 1900          | картон, акварель                                              | 36 × 46      | Государственный Русский музей, Санкт-Петербург                                                                     | |
|             | Портрет А. П. Юргенсон                                                                                  | 1900          | холст, масло                                                  | 68 × 63      | Национальный музей «Киевская картинная галерея», Киев                                                              | |
|             | Венеция. Палаццо дожей                                                                                  | 1900          | бумага, акварель                                              | 22 × 30      | Частная коллекция                                                                                                  | |
|             | Неаполь                                                                                                 | 1900          | бумага, акварель                                              | 23 × 30      | Государственная Третьяковская галерея, Москва                                                                      | |
|             | Флоренция. Прогулка (жена и дети художника)                                                             | 1900          | бумага, акварель                                              | 21 × 26      | Частная коллекция                                                                                                  | |
|             | Казак с ружьем                                                                                          | 1901          | картон, тушь                                                  | 37 × 31      | Государственный Русский музей, Санкт-Петербург                                                                     | Рисунок с картины «Покорение Сибири Ермаком»                                                                       |
|             | Перс | 1902          | холст, масло                                                  | 67 × 54      | Самарский областной художественный музей, Самара                                                                   | |
| [ b ]       | Красноярский бунт 1695 года                                                                             | 1902          | бумага, акварель, итальянский карандаш                        | 23 × 32      | Государственный Русский музей, Санкт-Петербург                                                                     | Эскиз неосуществленной картины                                                                                     |
|             | Горожанка. Портрет Александры Ивановны Емельяновой, урождённой Шрейдер                                  | 1902          | холст, масло                                                  | 82 × 67      | Государственная Третьяковская галерея, Москва                                                                      | |
|             | Женский портрет                                                                                         | 1902          | холст, масло                                                  | 57 × 46      | Государственная Третьяковская галерея, Москва                                                                      | [ 99 ] |
|             | Автопортрет                                                                                             | 1902          | холст, масло                                                  | 45 × 31      | Музей-усадьба В. И. Сурикова, Красноярск                                                                           | |
|             | Женский портрет                                                                                         | 1903          | масло                                                         |              | | |
|             | Степан Разин                                                                                            | 1903          | бумага, акварель, чёрный карандаш                             | 18 × 28      | Государственный Русский музей, Санкт-Петербург                                                                     | Эскиз |
|             | Степан Разин                                                                                            | 1903          | бумага, акварель, итальянский карандаш                        | 17 × 26      | Государственный Русский музей, Санкт-Петербург                                                                     | Эскиз |
|             | Портрет А. И. Емельяновой                                                                               | 1903          | холст, масло                                                  | 62 × 52      | Тульский областной художественный музей, Тула                                                                      | |
|             | Голова молодого казака                                                                                  | 1905          | холст, масло                                                  | 56 × 35      | Музей-усадьба В. И. Сурикова, Красноярск                                                                           | |
|             | Портрет боярышни                                                                                        | 1906          | бумага, пастель                                               | 64 × 50      | Самарский областной художественный музей, Самара                                                                   | |
|             | Степан Разин                                                                                            | 1906          | холст, масло                                                  | 318 × 60     | Государственный Русский музей, Санкт-Петербург                                                                     | |
|             | Портрет А. В. Суворова                                                                                  | 1907          | холст, масло                                                  | 54 × 44      | Государственный Русский музей, Санкт-Петербург                                                                     | |
|             | Портрет Е. Н. Сабашниковой                                                                              | 1907          | холст, масло                                                  | 63 × 47      | Латвийский Национальный художественный музей, Рига                                                                 | |
|             | Головка девушки. Портрет З. С. Хаминовой                                                                | 1908          | холст, масло                                                  | 33 × 26,2    | Томский областной художественный музей, Томск                                                                      | Этюд |
|             | Портрет А. П. Юргенсон                                                                                  | 1908          | холст, масло                                                  | 93 × 83      | Государственный Русский музей, Санкт-Петербург                                                                     | |
|             | Портрет Е. В. Суриковой                                                                                 | 1908          | холст, масло                                                  | 28 × 33      | Музей-усадьба В. И. Сурикова, Красноярск                                                                           | |
|             | Крым. Ай-Петри                                                                                          | 1908          | холст, масло                                                  | 37×53        | Томский областной художественный музей, Томск                                                                      | |
|             | Портрет З. С. Хаминовой                                                                                 | 1908          | холст на картоне, масло                                       | 32 × 25      | Полтавский областной художественный музей им. Николая Ярошенко, Полтава                                            | |
|             | Берег моря                                                                                              | 1908          | холст на картоне, масло                                       | 26 × 39      | Феодосийская картинная галерея имени И.К. Айвазовского, Феодосия                                                   | |
|             | Вид Москвы                                                                                              | 1908          | холст, масло                                                  | 29 × 36      | Государственная Третьяковская галерея, Москва                                                                      | |
|             | Горы близ Красноярска                                                                                   | 1909          | холст на картоне, масло                                       | 28 × 40      | Государственная Третьяковская галерея, Москва                                                                      | |
|             | Портрет А. И. Емельяновой                                                                               | 1909          | холст на картоне, масло                                       | 37 × 43      | Государственная Третьяковская галерея, Москва                                                                      | |
|             | Енисей у Красноярска                                                                                    | 1909          | холст, масло                                                  | 28×39,5      | Музей-усадьба В. И. Сурикова, Красноярск                                                                           | |
|             | Портрет Н. Ф. Матвеевой                                                                                 | 1909          | холст, масло                                                  | 92 × 74      | Харьковский художественный музей, Харьков                                                                          | |
|             | Портрет хакаски                                                                                         | 1909          | холст, масло                                                  | 59 × 44      | Музей-усадьба В. И. Сурикова, Красноярск                                                                           | |
|             | Разин                                                                                                   | 1909          | холст, масло                                                  |              | Государственная Третьяковская галерея, Москва                                                                      | Этюд для картины «Степан Разин»                                                                                    |
|             | Сибирячка                                                                                               | 1909          | холст, масло                                                  | 88 × 77      | Государственный Русский музей, Санкт-Петербург                                                                     | |
|             | Сквер перед Музеем изящных искусств в Москве                                                            | 1910 (?)      | холст на картоне, масло                                       | 41 × 25      | Государственная Третьяковская галерея, Москва                                                                      | |
|             | Коломенское                                                                                             | 1910 (?)      | бумага, акварель                                              | 16 × 24      | Государственная Третьяковская галерея, Москва                                                                      | |
|             | Портрет А. Н. Третьяковой                                                                               | 1910 (?)      | холст, масло                                                  | 116 × 94     | Красноярский художественный музей им. В. И. Сурикова, Красноярск                                                   | |
|             | Площадь Сан-Фернандо в Севилье                                                                          | 1910          | холст, масло                                                  | 48 × 33      | Частная коллекция                                                                                                  | |
|             | Автопортрет                                                                                             | 1910          | бумага, графитный карандаш                                    | 32 × 24      | Государственная Третьяковская галерея, Москва                                                                      | |
|             | Портрет доктора А. Д. Езерского                                                                         | 1910          | холст, масло                                                  | 102 × 76     | Государственная Третьяковская галерея, Москва                                                                      | |
|             | Девушка с косами. Портрет А. А. Добринской                                                              | 1910          | холст, масло                                                  | 70 × 49      | Красноярский художественный музей им. В. И. Сурикова, Красноярск                                                   | |
|             | Портрет княгини П. И. Щербатовой                                                                        | 1910          | холст, масло                                                  | 96 × 70      | Саратовский художественный музей имени А. Н. Радищева, Саратов                                                     | |
|             | Севилья                                                                                                 | 1910          | бумага, акварель, графитный карандаш                          | 35 × 25      | Государственная Третьяковская галерея, Москва                                                                      | |
|             | Севилья. Альказар                                                                                       | 1910          | бумага, акварель, графитный карандаш                          | 25 × 34      | Государственная Третьяковская галерея, Москва                                                                      | |
|             | Севилья. Бой быков                                                                                      | 1910          | бумага, акварель, графитный карандаш                          | 25 × 34      | Государственная Третьяковская галерея, Москва                                                                      | |
|             | Степан Разин                                                                                            | 1910          | бумага, тушь, графитный карандаш                              | 35 × 44      | Государственный Русский музей, Санкт-Петербург                                                                     | Этюд-вариант головы для картины «Степан Разин»                                                                     |
|             | Церковь                                                                                                 | 1910          | бумага, акварель                                              | 32 × 24      | Частная коллекция                                                                                                  | |
|             | Царевна                                                                                                 | 1911          | холст, масло                                                  |              | Таганрогский художественный музей, Таганрог                                                                        | Этюд к картине «Посещение царевной женского монастыря»                                                             |
|             | Портрет А. А. Добринской                                                                                | 1911          | холст, масло                                                  | 61 × 47      | Государственный Русский музей, Санкт-Петербург                                                                     | |
|             | Портрет молодой женщины                                                                                 | 1911          | холст на картоне, масло                                       | 39 × 30      | Государственная Третьяковская галерея, Москва                                                                      | |
|             | Портрет неизвестной на жёлтом фоне                                                                      | 1911          | холст, масло                                                  | 51 × 44      | Государственный Русский музей, Санкт-Петербург                                                                     | |
|             | Пугачев                                                                                                 | 1911          | бумага, тушь, графитный карандаш                              | 34 × 22      | Государственная Третьяковская галерея, Москва                                                                      | Набросок для неосуществленной картины                                                                              |
|             | Гребец в лодке                                                                                          | 1912          | холст, масло                                                  |              | Самарский областной художественный музей, Самара                                                                   | Этюд |
|             | Посещение царевной женского монастыря                                                                   | 1912          | холст, масло                                                  | 144 × 202    | Государственная Третьяковская галерея, Москва                                                                      | |
|             | Берлин. Набережная                                                                                      | 1912          | бумага, акварель, графитный карандаш                          | 23 × 29      | Государственная Третьяковская галерея, Москва                                                                      | |
|             | Автопортрет                                                                                             | 1913          | холст, масло                                                  | 70 × 62,4    | Государственная Третьяковская галерея, Москва                                                                      | |
|             | В Алупке                                                                                                | 1913          | бумага, акварель                                              | ?            | Краснодарский краевой художественный музей имени Ф. А. Коваленко, Краснодар                                        | |
|             | Вид на Кремль                                                                                           | 1913          | холст, масло                                                  | 29 × 48      | Государственная Третьяковская галерея, Москва                                                                      | |
|             | Человек с больной рукой                                                                                 | 1913          | холст, масло                                                  | 68 × 53      | Государственный Русский музей, Санкт-Петербург                                                                     | |
|             | Натюрморт с декантером                                                                                  | 1913          | холст, масло                                                  | 40 × 55      | Частная коллекция                                                                                                  | |
|             | Окрестности Красноярска                                                                                 | 1914          | бумага, акварель                                              | 17 × 33      | Государственная Третьяковская галерея, Москва                                                                      | |
|             | Портрет О. М. Величкиной, урождённой баронессы Клодт фон Юргенсбург                                     | 1914          | холст на картоне, масло                                       |              | Краснодарский краевой художественный музей имени Ф. А. Коваленко, Краснодар                                        | |
|             | Старый Красноярск                                                                                       | 1914          | холст, масло                                                  | 31 × 60      | Музей-усадьба В. И. Сурикова, Красноярск                                                                           | |
|             | Благовещение                                                                                            | 1914          | холст, масло                                                  | 160 × 206    | Красноярский художественный музей им. В. И. Сурикова, Красноярск                                                   | |
|             | Голова Марии                                                                                            | 1914          | холст, масло                                                  | 43 × 34      | Частная коллекция                                                                                                  | Этюд для картины «Благовещение»                                                                                    |
|             | Княгиня Ольга встречает тело князя Игоря                                                                | 1915          | бумага, акварель, гуашь, итальянский карандаш                 | 41 × 65      | Государственный Русский музей, Санкт-Петербург                                                                     | Эскиз неосуществленной картины                                                                                     |
|             | Портрет М. П. Кончаловского в детстве                                                                   | 1915          | бумага, акварель, графитный карандаш                          | 32 × 24      | Частная коллекция                                                                                                  | |
|             | Автопортрет                                                                                             | 1915          | холст, масло                                                  | 91 × 73      | Государственный Русский музей, Санкт-Петербург                                                                     | |
|             | Портрет девушки в русском костюме                                                                       | ?             |                                                               |              | | |
|             | | ?             |                                                               |              | | |
|             | | ?             |                                                               |              | | |
|             | | ?             |                                                               |              | | |
|             | ? |               | холст, масло                                                  | 75 × 101     | Государственная Третьяковская галерея, Москва                                                                      | Эскиз к картине «Боярыня Морозова»                                                                                 |
|             | Патриарх Гермоген в молении о низвержении Тушинского вора                                               | ?             | бумага, акварель, тушь, белила                                | 16,4×32,5    | Частная коллекция                                                                                                  | |
|             | Казаки                                                                                                  | ?             | бумага, акварель, графитный карандаш                          | 18 × 26      | Государственный Русский музей, Санкт-Петербург                                                                     | Этюды фигур для левой части композиции «Покорение Сибири Ермаком»                                                  |
|             | Мальчик, припавший к плачущей матери                                                                    | ?             |                                                               |              | Государственная Третьяковская галерея, Москва                                                                      | |
|             | | ?             |                                                               |              | | |
|             | В лодке                                                                                                 | ?             | холст, масло                                                  | 26 × 33      | Государственный Русский музей, Санкт-Петербург                                                                     | Этюд для картины «Покорение Сибири Ермаком»                                                                        |
|             | Венеция                                                                                                 | ?             | бумага, акварель                                              | ?            | Частная коллекция                                                                                                  | |
|             | Крестьянка                                                                                              | ?             | бумага, акварель                                              | 25,7×22,9    | Частная коллекция                                                                                                  | |
|             | Портрет есаула в летней форме                                                                           | ?             | холст на картоне, масло                                       | 34 × 25      | Частная коллекция                                                                                                  | Этюд |
|             | Пейзаж с фигурой брата                                                                                  | ?             | холст, масло                                                  |              | Частная коллекция                                                                                                  | |
|             | Женский портрет                                                                                         | ?             | холст, масло                                                  | 29,5 × 26    | Частная коллекция                                                                                                  | |
|             | Старый казак                                                                                            | ?             | холст, масло                                                  | 67 × 45,5    | Частная коллекция                                                                                                  | |
|             | Уничтожение                                                                                             | ?             | графит, чернила, размывка, ручка                              | 13 × 19,7    | Частная коллекция                                                                                                  | |
|             | Портрет боярыни                                                                                         | ?             | холст, масло                                                  | 49 × 38      | Частная коллекция                                                                                                  | |
|             | Портрет мальчика                                                                                        | ?             | бумага, акварель, карандаш                                    | 40,8 × 31,8  | Частная коллекция                                                                                                  | |
|             | Голова девушки                                                                                          | ?             | бумага, акварель, графитный карандаш                          | 22 × 32      | Государственная Третьяковская галерея, Москва                                                                      | |
|             | Донской казак Ржидин                                                                                    | ?             | холст, масло                                                  | 32 × 24      | Государственный Русский музей, Санкт-Петербург                                                                     | Этюд для картины «Покорение Сибири Ермаком»                                                                        |
|             | Енисей                                                                                                  | ?             |                                                               |              | Астраханская государственная картинная галерея им. П. М. Догадина, Астрахань                                       | Этюд |
|             | Казаки                                                                                                  | ?             | бумага, перо, кисть, акварель, тушь                           | 16 × 24      | Государственная Третьяковская галерея, Москва                                                                      | Этюд для картины «Покорение Сибири Ермаком»                                                                        |
|             | Казак в красной рубахе                                                                                  | ?             | холст, масло                                                  | 33 × 26      | Государственная Третьяковская галерея, Москва                                                                      | Этюд для картины «Степан Разин»                                                                                    |
|             | |               |                                                               |              | | |
|             | Покорение Сибири Ермаком                                                                                |               | бумага, акварель, графитный карандаш                          | 24 × 37      | Государственная Третьяковская галерея, Москва                                                                      | Эскиз левой части композиции                                                                                       |
|             | Рука боярыни Морозовой                                                                                  |               | холст, масло                                                  | 28 × 23      | Государственная Третьяковская галерея, Москва                                                                      | Этюд для картины «Боярыня Морозова»                                                                                |
|             | Стреляющий казак                                                                                        |               | холст, масло                                                  | 32 × 23      | Государственный Русский музей, Санкт-Петербург                                                                     | Этюд для картины «Покорение Сибири Ермаком»                                                                        |
|             | Табун лошадей в Барабинской степи                                                                       |               | холст, масло                                                  | 33 × 61      | Государственный Русский музей, Санкт-Петербург                                                                     | |
|             | Церковь в селе Дьякове                                                                                  |               | бумага, акварель, графитный карандаш                          | 25 × 34      | Государственная Третьяковская галерея, Москва                                                                      | |
|             | Боярыня Морозова в санях                                                                                |               | холст, масло                                                  | 76,2 x 103   | Государственная Третьяковская галерея, Москва                                                                      | [ 120 ] |
|             | Княгиня Урусова                                                                                         |               | холст, масло                                                  | 68 × 58      | Государственная Третьяковская галерея, Москва                                                                      | Этюд к картине «Боярыня Морозова»                                                                                  |

### Комментарии
1. ↑  Второе название «Иллюминация Московского Кремля»
2. ↑  Вариант картины в черно-белых оттенках, оригинал должен быть цветной
3. ↑  Второе название «Портрет генералиссимуса Александра Васильевича Суворова»
4. ↑  Второе название «Табун лошадей в Барбинской степи»